# 影浦誠樹
影浦 誠樹（かげうら　せいき、1966年〈昭和41年〉6月 - ）は、日本の元航空自衛官。
第11代航空総隊副司令官。最終階級は空将。出身職種は要撃管制。

## 略歴
愛媛県出身。1989年（平成元年年）3月に防衛大学校（33期）を卒業し、航空自衛隊入隊。防衛大学校防衛学教育学群長　防衛大学校教授 、中部航空警戒管制団司令、南西航空方面隊副司令官、航空幕僚監部総務部長、航空自衛隊幹部学校長などを歴任し、2023年（令和5年）8月29日より第11代航空総隊副司令官。2025年（令和7年）8月1日付退職。